# Hannah Ama Nyarko
Hannah Ama Nyarko (nascida em 25 de julho de 1964) é a embaixadora de Gana em Israel desde janeiro de 2018. Nyarko é a primeira embaixadora de Gana no Estado de Israel.

## Educação
Nyarko é Bacharel em Ciências em Administração e mestre em Artes em Assuntos Internacionais pela Universidade de Gana.